# GPR17
GPR17 (англ. G protein-coupled receptor 17) – білок, який кодується однойменним геном, розташованим у людей на короткому плечі 2-ї хромосоми.  Довжина поліпептидного ланцюга білка становить 367 амінокислот, а молекулярна маса — 40 989.
| 10         |  | 20         |  | 30         |  | 40         |  | 50         |
| ---------- |  | ---------- |  | ---------- |  | ---------- |  | ---------- |
| MSKRSWWAGS |  | RKPPREMLKL |  | SGSDSSQSMN |  | GLEVAPPGLI |  | TNFSLATAEQ |
| CGQETPLENM |  | LFASFYLLDF |  | ILALVGNTLA |  | LWLFIRDHKS |  | GTPANVFLMH |
| LAVADLSCVL |  | VLPTRLVYHF |  | SGNHWPFGEI |  | ACRLTGFLFY |  | LNMYASIYFL |
| TCISADRFLA |  | IVHPVKSLKL |  | RRPLYAHLAC |  | AFLWVVVAVA |  | MAPLLVSPQT |
| VQTNHTVVCL |  | QLYREKASHH |  | ALVSLAVAFT |  | FPFITTVTCY |  | LLIIRSLRQG |
| LRVEKRLKTK |  | AVRMIAIVLA |  | IFLVCFVPYH |  | VNRSVYVLHY |  | RSHGASCATQ |
| RILALANRIT |  | SCLTSLNGAL |  | DPIMYFFVAE |  | KFRHALCNLL |  | CGKRLKGPPP |
| SFEGKTNESS |  | LSAKSEL    |  |            |  |            |  |            |

A: Аланін

C: Цистеїн

D: Аспарагінова кислота

E: Глутамінова кислота

F: Фенілаланін

G: Гліцин

H: Гістидин

I: Ізолейцин

K: Лізин

L: Лейцин

M: Метіонін

N: Аспарагін

P: Пролін

Q: Глутамін

R: Аргінін

S: Серин

T: Треонін

V: Валін

W: Триптофан

Кодований геном білок за функціями належить до рецепторів, g-білокспряжених рецепторів, білків внутрішньоклітинного сигналінгу. 
Задіяний у такому біологічному процесі як альтернативний сплайсинг. 
Локалізований у клітинній мембрані, мембрані.